# Sun Cajun
Sun Cajun (kitajsko: 孙彩云; pinjin: Sun Caiyun), kitajska atletinja, * 21. julij 1973, Šendžen, Ljudska republika Kitajska.
Ni nastopila na poletnih olimpijskih igrah. Na svetovnih dvoranskih prvenstvih je osvojila četrto mesto leta 1997 v skoku ob palici. 21. maja 1992 je postavila prvi uradno priznani svetovni rekord v skoku ob palici s 4,05 m, 18. maja 1995 je rekord popravila na 4,08 m, veljal je še tri dni. Leta 1994 je prejela trimesečno prepoved nastopanja zaradi dopinga. 